# Michael George Mulhall
Michael George Mulhall (Dublin, 29 de setembro de 1836 — 13 de dezembro de 1900) foi um escritor, jornalista, editor e estatístico irlandês.

## Vida
Foi o terceiro filho de Thomas Mulhall de St Stephen's Green, Dublin, e de Catherine Flood. Nasceu em 100 Stephen's Green em 29 de setembro de 1836. Frequentou o Pontifical Irish College. Foi para a América do Sul em 1858, com 22 anos de idade, fundando em 1861 o jornal Buenos Ayres Standard, o primeiro periódico diário em inglês da América do Sul. Foi um empreendimento jornalístico ousado e de grande sucesso, tendo Mulhall mantido ligação com o empreendimento até 1894, viajando frequentemente entre Buenos Aires e as Ilhas Britânicas.
Em 1869 Mulhall publicou o primeiro livro em inglês impresso na Argentina, Handbook of the River Plate, que chegou até a sexta edição. Em 1873 publicou em Londres Rio Grande do Sul and its German Colonies, O Rio Grande do Sul e suas Colônias Alemãs. Porto Alegre: Editora Bels e Instituto Estadual do Livro, 1974. Em 1878 publicou The English in South America (Buenos Ayres, 8vo).
Durante alguns anos Mulhall, que mantinha vasta correspondência com a Europa, colecionou material visando investigar todo o campo de seus estudos favoritos, a estatística. Em 1880 publicou Progress of the World in Arts, Agriculture, Commerce, Manufactures, Instruction, Railways, and Public Wealth, since the beginning of the Nineteenth Century, um suplemento ao trabalho de George Richardson Porter, que foi completado em 1851. Foi seguido em 1881 por The Balance Sheet of the World, 1870-80, e em 1883 por Dictionary of Statistics, uma obra de referência padrão (edições revisadas em 1886, 1892 e 1899).
Mulhall foi injustamente acusado de ser autor de obras de adivinhação. Embora alguns de seus dados estejam longe de ser tão confiáveis como desejado, suas deduções são cuidadosamente trabalhados, e todo o volume foi cuidadosamente impresso devido ao zelo incansável de sua revisora, Marion McMurrough Mulhall , com quem se casou em Buenos Aires em 1878, e a quem dedicou seu principal trabalho.